# Рено Клио
„Рено̀ Клио̀“ (Renault Clio) е модел малки автомобили (сегмент B), произвеждан от френската компания „Рено“ в 5 последователни поколения от 1990 година насам. По общо мнение този модел успява да възстанови реномето на „Рено“, които претърпяват криза през втората половина на 80-те години.
В Япония моделът се продава под името „Рено Рутешия“, тъй като „Клио“ е регистрирана марка на „Хонда“, използвана за част от мрежата им от дистрибутори. От второто поколение „Рено“ предлага и вариант седан на „Клио“, продаван като отделен модел – „Рено Симбол“.

## Рено Клио I (1990 – 1998)
„Рено Клио“ е представено за първи път на широката публика през есента на 1990 година на Парижкото автомобилно изложение. Продажбите във Франция започват скоро след това, а в другите европейски страни автомобилът започва да се предлага през март 1991 година „Клио“ до голяма степен става наследник на „Рено 5“, която обаче продължава да се произвежда в Словения в ограничени количества до 1996 година.
Гамата от двигатели отначало е представена от:
- 1,2-литров бензинов двигател тип „Energy“, използван преди това в „Рено 19“
- 1,4-литров бензинов двигател тип „Energy“
- 1,8-литров бензинов двигател
- 1,9-литров дизелов двигател

Бензиновите двигатели са с инжекцион от 1992 година, за да заменят по-замърсяващите системи с карбуратор. През 1996 година 1,2-литровият двигател е заместен от 1149-кубиков D7F MPi с многоточков инжекцион, който е използван за първи път при производството на „Рено Туинго“. За известно време се използва и старият агрегат „Клеон“ (1239 cm³) от „Туинго“. През 1991 година е представен 1,8-литров двигател с 16 клапана и мощност 137 к.с., използван за първи път при „Рено 19“.
„Рено Клио“ печели награда за „Автомобил на годината“ в Европа за 1991 година и се продава масово на континента. Например той става първият модел на „Рено“, който е неизменно сред първите десет най-продавани коли във Великобритания.
През 1993 излиза вариантът с подобрено поведение „Рено Клио Уилямс“, получил името си от тима от „Формула 1“ „Уилямс“, който по това време използва машините на „Рено“. Двигателят му е двулитров, 16 клапана, 150 к.с., и може да развие скорост до 217 km/h.

## Рено Клио II (1998 – 2005)
Второто поколение на „Рено Клио“ се появява през пролетта на 1998 година и разликите във външното оформление са значителни – новото „Клио“ е с по-закръглени форми. Част от концепцията, залегнала в основите на новото поколение, представлява стремежът да се спести възможно най-много маса и пари, като за тази цел се използват необичайни материали за автомобилните части. Например предните калници са пластмасови, а в някои версии капакът е алуминиев. Двигателите са подобни на тези в оригиналното „Клио“: 1,2-литров, 1,4-литров и 1,6-литров бензинов двигател и 1,9-литров дизелов двигател. В началото на 1999 г. е пуснат 1,6-литров двигател с 16 клапана, а по-късно всички бензинови двигатели са сменени с по-икономични и по-мощни двигатели с 16 клапана.
През 1999 година „Рено“ пуска „Рено Клио RS“ (172 к.с., 2-литров двигател с 16 клапана, максимална скорост 222 km/h). Двигателят му по-късно е сменен с нов, който е с максимална мощност 182 к.с. „Реноспорт Клио V6“ е базиран на „Клио“ спортен модел с централно разположение на двигателя и задно задвижване, който е снабден с трилитров двигател с 24 клапана, 254 к.с., максимална скорост 245 km/h. Той е поставен зад предните седалки.
„Рено Клио II“ е освежен през лятото на 2001 година, когато са внесени поправки във вътрешното устройство и външното оформление. Добавен е нов 1,5-литров дизелов двигател с директно впръскване. Пуснати са и нови версии – „Реноспорт Клио 182“, „Клио 182 Къп“, „Клио 182 Трофи“.

## Рено Клио III (2005 – 2012)
През 2005 година излиза изцяло ново поколение на „Рено Клио“ – „Рено Клио III“. Новият автомобил използва платформа, разработена съвместно с „Нисан“, която заляга и в устройството на „Нисан Микра“. Новото „Клио“ е със значително по-големи размери и маса (по-тежко е със 130 kg), което се отразява пропорционално и на цената му в сравнение с „Рено Клио II“. Причината за тези промени е, че е взето решение новото „Клио“ да бъде ориентирано към по-заможните любители на автомобили. Освен това е решено „Клио II“ да се продава до 2007 година, когато е запланувано да се появи новото „Рено Туинго“. „Клио III“ покрива максималния брой точки по европейските стандарти за безопасност. Продажбите на модела с 3 врати започва през октомври 2005 година в Европа, а на този с 5 врати – през 2006 г.
„Рено Клио III“ е обявено за автомобил на годината в Европа за 2006 година.

### Технически характеристики
- Двигател – 4-цилиндров, бензинов, многоточков, 16V
- Работен обем – 1149 куб.см
- Скоростна кутия – BVM5
- Максимална мощност (kW (кс)/обор.) – 55(75)/ 5500
- Максимален въртящ момент (пт/обор) – 105/4250
- Среден разход на гориво л/100 км – 5,9
- Обем на багажника – 288л.
- Обем на резервоара – 55л.
- Каросерия тип „хечбек“
- Брой седалки – 5
- Брой врати – 5

### Още
- Сигурност – антиблокировъчна система на спирачките (ABS) с разпределител на спирачното усилие EBV и система за екстремно спиране AFU; усилена структура на купето; система за контрол на налягането на въздуха в гумите; система ISOFIX за закрепване на детска седалка и др.
- Защита – модерни системи за защита на автомобила.
- Удобство и леснота – оптимизирано шаси и усъвършенствано окачване; климатична инсталация с механично управление; рециклиране на въздуха; постепенно загасване на осветлението в купето; предни електрически стъкла и механични задни стъкла; регулирани подглавници на задната седалка.
- Модерно звукооборудване – възможност за избор на радио CD player NR5 4X15W, 6 високоговорителя на предните врати с визуализация на информационния дисплей.
- Аксесоари – комплект „Свободни ръце“ Bluetooth® Ck 3100 Parrot; поставки за чаши и допълнителни удобства за пушачи.
- Безвредност за околната среда – нова форма на катализатор с два обема (0,4 + 1 л), която прави възможно покриването на нормите Euro 4 за вредни емисии в отработените газове.

## Рено Клио V (от 2019 г.)
|  | Тази страница частично или изцяло представлява превод на страницата Renault Clio в Уикипедия на английски. Оригиналният текст, както и този превод, са защитени от Лиценза „Криейтив Комънс – Признание – Споделяне на споделеното“, а за съдържание, създадено преди юни 2009 година – от Лиценза за свободна документация на ГНУ. Прегледайте историята на редакциите на оригиналната страница, както и на преводната страница, за да видите списъка на съавторите. ВАЖНО: Този шаблон се отнася единствено до авторските права върху съдържанието на статията. Добавянето му не отменя изискването да се посочват конкретни източници на твърденията, които да бъдат благонадеждни. |